# Leśno (powiat bytowski)
Leśno (dodatkowa nazwa w j. kaszub. Lesno; dawniej: niem. Reihershorst) – [ osada leśna (dawniej leśniczówka) w Polsce położona w województwie pomorskim, w powiecie bytowskim, w gminie Bytów. 
Dawniej leśniczówka, obecnie kaszubska osada leśna Leśno wchodzi w skład sołectwa Pomysk Mały.
W latach 1975–1998 miejscowość położona była w województwie słupskim.